# Nachtjagdgeschwader 3
Nachtjagdgeschwader 3 (dobesedno slovensko: Nočni-lovski polk 3; kratica NJG 3) je bil nočno-lovski letalski polk (Geschwader) v sestavi nemške Luftwaffe med drugo svetovno vojno.

## Organizacija
- štab
- I. skupina
- II. skupina
- III. skupina
- IV. skupina

## Vodstvo polka
Poveljniki polka (Geschwaderkommodore)
- Major (Major) Johann Schalk: 29. september 1941
- Polkovnik (Oberst) Helmut Lent: 1. avgust 1943
- Polkovnik Günther Radusch: 12. november 1944